# Evan Evagora
Evan Evagora  (Melbourne, Australia, 10 de agosto de 1996), es un actor de origen australiano. Es mejor conocido por su papel del romulano Elnor en la serie de televisión Star Trek: Picard (2020-2022) y también por su aparición notable en el videojuego de terror interactivo The Quarry.

## Biografía

### Primeros años
Evagora nació en Melbourne, el menor de siete hijos nacidos de Marie y Xristos. Sus padres emigraron a Australia: su madre, que es de ascendencia Maoríes de las Islas Cook, de Nueva Zelanda cuando tenía 20 años. y su padre de Chipre cuando tenía tres años. Evagora creció en Melbourne, donde fue a Kew High School. Sus intereses en la escuela incluían el deporte, particularmente el boxeo y las reglas australianas de fútbol. También se interesó por el teatro, escribiendo una obra en la que interpretó el papel de Rove McManus. Evagora parecía estar destinado a una carrera deportiva. Ganó un campeonato estatal de boxeo, y jugó para el Fitzroy Football Club tanto en la Asociación Victoriana de Fútbol Amateur como en la Asociación de fútbol victoriana. Después de la escuela, pasó un año viajando por Europa con amigos. Luego, Evagora fue a la escuela de cine en South Melbourne.

### Carrera
Mientras estaba en la escuela de cine, Evagora fue descubierto como modelo por una compañía que representa modelos y actores, y posteriormente se mudó a Sídney para actuar y luego a Los Ángeles. Evagora interpretó el papel de Nick Taylor en la película Fantasy Island que se estrenó en febrero de 2020. Evagora tiene un papel protagónico en Star Trek: Picard como Elnor, un romulano experto en combate cuerpo a cuerpo. Es el primer australiano en ser un miembro habitual del elenco de una serie de televisión Star Trek. Su papel rápidamente recibió el apodo de "Space Legolas" por parte de los usuarios de Internet, debido a las similitudes con el personaje de las películas El Señor de los Anillos, incluido el estilo del nombre. En una entrevista con una revista australiana publicada en noviembre de 2019, Evagora dijo que filmaría la temporada 2 de Star Trek: Picard en 2020.

## Filmografía
| Año  | Título              | Rol         | Nota |
| ---- | ------------------- | ----------- | ---- |
| 2020 | Isla de la Fantasía | Nick Taylor |      |

### Televisión
| Año     | Título            | Rol      | Notas                                |
| ------- | ----------------- | -------- | ------------------------------------ |
| 2019    | Secret City       | Patron   | Episodio inacreditado: "Broken Bird" |
| 2020–22 | Star Trek: Picard | Elnor    | 15 episodios                         |
| 2020–22 | The Ready Room    | Él mismo | 2 episodios                          |
| 2021    | Home and Away     | Mike     | Episodio: "Episodio 7566"            |

### Videojuegos
| Año  | Título     | Rol                      | Notas                       |
| ---- | ---------- | ------------------------ | --------------------------- |
| 2022 | The Quarry | Nicholas "Nick" Furcillo | Voz y captura de movimiento |